# Chlorissa esphaleia
Chlorissa esphaleia är en fjärilsart som beskrevs av Edward P. Wiltshire 1966. Chlorissa esphaleia ingår i släktet Chlorissa och familjen mätare. Inga underarter finns listade i Catalogue of Life.